# Potestà (angeli)

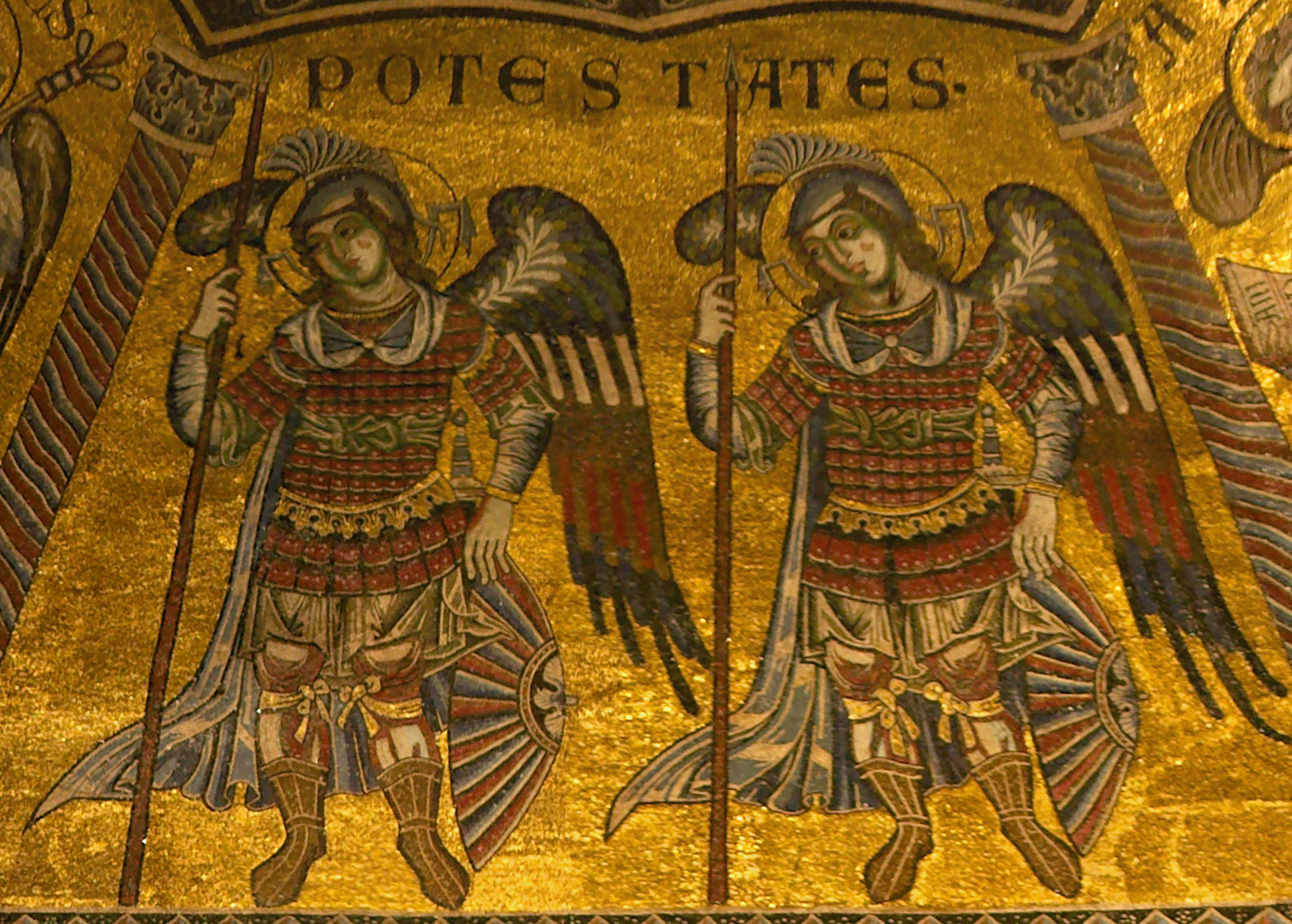
Le Podestà nei mosaici del battistero di Firenze

Le Potestà o Potenze (in greco Ἐξουσίαι, Exousìai), secondo l'angelologia cristiana basata sulla classificazione di Dionigi l'Areopagita, sono il sesto ordine degli angeli, appartenente alla seconda gerarchia della tradizione classica, quella mediana dei «Governatori Celesti», che comprende al di sopra di loro anche la categoria delle Virtù e delle Dominazioni. Alle Potestà, così conosciute nel mondo latino, corrispondono in ebraico gli Elohim citati nella Bibbia.

## Caratteristiche
Secondo la tradizione, le Potestà sono gli angeli residenti sul Sole, descritti da Dionigi come dotati di «potenza ultraterrena e intelligente», con due ali dei colori dell'arcobaleno, mentre l'iconografia cristiana successiva li ritrarrà generalmente con il colore azzurro. Papa Gregorio Magno, che fece conoscere nell'Occidente latino i cori angelici, collegando ognuno di essi ad una pietra preziosa, associò le Potestà al berillio.
Le Potestà sono citate da Paolo di Tarso nella Lettera ai Colossesi (1,16), e agli Efesini (1,21; 3,10). In quanto identificate con gli Elohim, le Potestà sono inoltre considerate da diverse correnti di pensiero come i veri creatori del mondo sensibile e del primo uomo, coloro cioè che secondo la Genesi affermarono ad esempio: «facciamo l'uomo, con la nostra immagine, a nostra somiglianza. […] Ecco, l'uomo è diventato come uno di noi».
Nel Medioevo furono attribuite loro le qualità della sapienza, della prudenza, dell'aritmetica, e la capacità di guidare il bene contro il male, come in Dante per il quale le Potestà sono le intelligenze motrici del Cielo del Sole, dove risiedono le anime dei sapienti e dei filosofi.

## Spiriti della forma
Nella prospettiva esoterica dell'antroposofia di Rudolf Steiner, le Potestà-Elohim sono sette spiriti solari che si occupano di guidare l'evoluzione dell'intero sistema planetario della Terra verso una successiva epoca cosmica. A differenza dunque dei Principati che presiedono allo sviluppo dell'umanità attraverso i vari cicli del tempo e della storia, le Potestà guardano invece al destino della Storia terrestre nel suo complesso. Steiner li chiama anche «spiriti della forma», in quanto plasmatori dell'elemento solido; sono i creatori di cui parla la Genesi che infusero nell'uomo la coscienza dell'Io, tramite il sacrificio della loro sostanza spirituale, dopodiché sei di essi si ritirarono dalla Terra durante l'età iperborea seguendo il distacco del Sole, mentre solo uno rimase, colui che è conosciuto dalla tradizione biblica come Jahvè. 
Anche Jahvè in seguito si sarebbe separato dalla Terra durante l'età lemurica prendendo dimora sulla Luna, quale spirito antagonista di Lucifero.